# Ophiosciasma attenuatum
Ophiosciasma attenuatum är en ormstjärneart som beskrevs av George Richard Lyman 1878. Ophiosciasma attenuatum ingår i släktet Ophiosciasma och familjen skinnormstjärnor. Inga underarter finns listade i Catalogue of Life.